# Motocross Madness 2
Motocross Madness 2 es un videojuego de carreras de motocross que fue desarrollado por Rainbow Studios y distribuido por Microsoft Games. Esta continuación de Motocross Madness se lanzó en el año 2000 y su diferencia más notable es la mejora gráfica, incluyendo mejores texturas y muchos objetos del paisaje, como árboles, tráfico de vehículos, etc. Tiene más de 40 pistas en 6 tipos de eventos, más de 50,000 objetos 3D así como un nuevo modo de carrera.

## Especificaciones mínimas requeridas
- Sistema operativo Windows: 95/98/ME/XP/2000
- Procesador: Pentium 2 233 MHz
- RAM: 64 MB
- Tarjeta Gráfica: 8 MB
- Espacio del disco duro: 675 MB
- CD-ROM: Velocidad 4
- DirectX: 7.0a o mayor